# Tesfaye Tola
Tesfaye Tola, né le 19 octobre 1974 dans la province de l'Arsi, est un athlète éthiopien spécialiste du fond.

## Carrière

### Palmarès
| Date | Compétition                             | Lieu      | Résultat | Épreuve       | Performance     |
| ---- | --------------------------------------- | --------- | -------- | ------------- | --------------- |
| 1997 | Championnats d'Afrique de semi-marathon | Djibouti  | 3e       | Semi-marathon | 1 h 06 min 38   |
| 1997 | Championnats du monde de semi-marathon  | Košice    | 3e       | Par équipe    | 3 h 03 min 46   |
| 1998 | Championnats du monde de cross          | Marrakech | 2e       | Par équipe    | 57 pts          |
| 1999 | Championnats du monde de cross          | Belfast   | 2e       | Par équipe    | 57 pts          |
| 1999 | Championnats du monde de semi-marathon  | Palerme   | 2e       | Par équipe    | 3 h 06 min 03   |
| 2000 | Championnats du monde de cross          | Vilamoura | 2e       | Par équipe    | 68 pts          |
| 2000 | Jeux olympiques d'été                   | Sydney    | 3e       | Marathon      | 2 h 11 min 10 s |
| 2001 | Championnats du monde                   | Edmonton  | 4e       | Marathon      | 2 h 13 min 58 s |
| 2001 | Championnats du monde de semi-marathon  | Bristol   | 1er      | Par équipe    | 3 h 00 min 31   |
| 2003 | Championnats du monde de semi-marathon  | Vilamoura | 3e       | Par équipe    | 3 h 07 min 34   |
| 2005 | Marathon d'Amsterdam                    |           | 3e       | Marathon      |                 |

### Records
| Épreuve       | Performance     | Lieu      | Date            |
| ------------- | --------------- | --------- | --------------- |
| Semi-marathon | 59 min 51 s     | Malmö     | 12 juin 2000    |
| Marathon      | 2 h 06 min 57 s | Amsterdam | 17 octobre 1999 |